# 동정적사용승인계획
동정적사용승인계획(同情的使用承認計劃, EAP - Expanded Access Program)은 불치병에 걸렸거나 암 말기인 환자가 적절한 치료제가 없어 치료를 포기할 상황에 이를 경우 의료당국이 시판승인 전의 신약을 무상으로 공급해 치료기회를 주는 제도를 말한다. 동정적사용프로그램이라고도 한다.
이 프로그램은 시판허가가 나지 않은 상태이지만 기존 치료제로 만족할만한 효과를 기대하기 어려운 환자를 대상으로 치료 기회를 제공하기 위해 무상으로 공급하는 방식을 말한다. 신약에 대한 임상실험을 마쳤을 경우 시판될 때까지 약물을 무상 제공할 수 있도록 한 인도적 차원의 제도적 장치인데, 무상공급기간은 국내에 정식 수입허가가 나기까지 한시적으로 적용된다. 비록 안전성과 유효성이 완전히 입증되지 않은 임상실험단계의 신약이지만, 기존의 치료법으로는 치료가 불가능한 환자에게 인도적 차원에서 마지막 치료 기회를 주기 위해 주치의 등의 책임 아래 환자의 동의 절차를 걸쳐 제한적으로 사용하도록 하고 있다.
EAP는 식품의약품안전청의 승인을 받아야 한다. EAP의 시행조건은 우선 전문의사가 말기 시한부 선고를 받은 암환자와 같이 생명에 심각한 위협을 받는 환자로, 환자 본인이 사용을 원할 경우에 의사의 선정에 따라 진행되도록 하고 있다.
어떤 약으로도 치료를 받을 수 없는 말기환자들에게 치료 기회를 준다는 점에서 환자에게도 희망을 줄 수 있고, 제약회사 입장에서도 돈을 들이지 않고 약의 효능을 광범위하게 검증해볼 수 있다는 점에서 제한적으로 이용되고 있는 제도다. 실제로 이 프로그램을 통해 많은 환자들이 효과를 봤고, 신약이 더 빨리 환자들에게 다가갈 수 있었다.

## 사례
국내 EAP의 사례는 점점 늘어나고 있는 추세이다.
GSK는 개발중인 유방암 치료제 '라파티닙 디토실레이트(lapatinib ditosylate)'을 2007년 2월부터 국내에서 무료로 제공하여 신촌세브란스병원, 국립암센터, 서울대학교병원, 서울아산병원, 삼성서울병원, 부산대학교병원 총 6개 병원이 참여하고 있다.
노바티스는 '글리벡'에 내성 및 불내약성(약제를 견뎌내지 못함)을 보이는 소수의 환자를 위해 백혈병치료제 '닐로티닙'을 일부 환자들에게 무상으로 공급하는 프로그램을 진행하고 있다. 닐로티닙의 출시 시점까지 약 100여 명의 국내 환자들이 신약의 혜택을 받을 수 있을 것으로 예상되고 있다. 이에 앞서 노바티스는 2001년 4월 EAP를 통해 글리벡을 국내에 들여와 희귀의약품 센터에서 선정된 환자 60명 대상으로 6개월 동안 사용한 바 있다.
화이자는 올해 AIDS(후천성면역결핍증)를 일으키는 HIV(인체면역결핍바이러스) 치료제 '미라비록'을 30개국에서 EAP를 진행할 계획을 가지고 있는 것으로 알려졌다.

## 같이 보기
- 희귀의약품
- 긴급사용승인